# African Championship of Nations
De African Championship of Nations is een voetbaltoernooi dat wordt georganiseerd door de Afrikaanse voetbalbond CAF. Aan dit toernooi doen landenteams mee, maar een land mag alleen die spelers selecteren die in de eigen nationale competitie uitkomen. Spelers die in het buitenland spelen (ook elders in Afrika) mogen niet meedoen. Met die beperking hoopt de CAF de nationale competities sterker te maken en de betreffende spelers internationale ervaring op te laten doen.
Het toernooi wordt elke twee jaar gehouden in de oneven jaren'en sinds 2014 in de even jaren en dus tussen de edities van de African Cup of Nations in. De kwalificaties hebben plaats in de even jaren. Acht teams kwalificeren zich voor het eindtoernooi. De eerste editie werd gespeeld in Ivoorkust. De CAF heeft bekendgemaakt dat het toernooi in 2011 wordt uitgebreid naar 16 teams dat in Soedan zal worden gehouden,

## Kwalificatie
De deelnemende landen zijn in zes regionale groepen verdeeld. De winnaar van elke groep plaatst zich voor de eindronde evenals de nummer twee van groep Zuid. Het deelnemersveld wordt gecomplementeerd door het organiserende land.

## Eindronde
De acht gekwalificeerde teams worden in twee groepen gedeeld. De winnaar van de ene groep speelt in de halve finale tegen de nummer twee van de andere groep. De winnaars daarvan spelen de finale en de verliezers spelen om de derde plaats.

## Historisch overzicht
| 2009 Details | Ivoorkust   | Congo-Kinshasa | 2 – 0              | Ghana   | Zambia    | 2 – 1              | Senegal    |
| 2011 Details | Soedan      | Tunesië        | 3 – 0              | Angola  | Soedan    | 1 – 0              | Algerije   |
| 2014 Details | Zuid-Afrika | Libië          | 0 – 0 (pen. 4 – 3) | Ghana   | Nigeria   | 1 – 0              | Zimbabwe   |
| 2016 Details | Rwanda      | Congo-Kinshasa | 3 – 0              | Mali    | Ivoorkust | 2 – 1              | Guinee     |
| 2018 Details | Marokko     | Marokko        | 4 – 0              | Nigeria | Soedan    | 1 – 1 (pen. 4 – 2) | Libië      |
| 2020 Details | Kameroen    | Marokko        | 2 – 0              | Mali    | Guinee    | 2 – 0              | Kameroen   |
| 2022 Details | Algerije    | Algerije       | 0– 0 (pen. 4-5)    | Senegal | Niger     | 0 – 1              | Madagaskar |

## Erelijst

### Resultaten

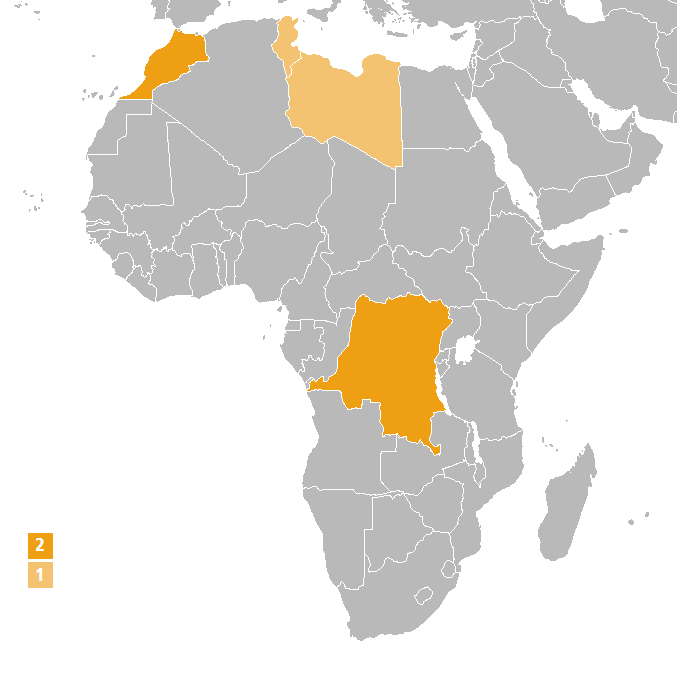
Aantal keer toernooi gewonnen.

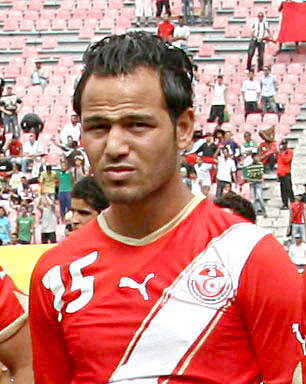
Zouhaier Dhaouadi
Beste speler 2011

| Team               | 2009 | 2011 | 2014 | 2016 | 2018 | 2020 | 2022 | Aantal |
| ------------------ | ---- | ---- | ---- | ---- | ---- | ---- | ---- | ------ |
| Algerije           |      | 4e   |      |      |      |      | 4e   | 2      |
| Angola             |      | 2e   |      | GF   | 1/4  |      | GF   | 4      |
| Burkina Faso       |      |      | GF   |      | GF   | GF   |      | 3      |
| Burundi            |      |      | GF   |      |      |      |      | 1      |
| Kameroen           |      | 1/4  |      | 1/4  | GF   | 4e   | GF   | 5      |
| Congo-Brazzaville  |      |      | GF   |      | 1/4  | 1/4  | GF   | 4      |
| Congo-Kinshasa     | 1e   | 1/4  | 1/4  | 1e   |      | 1/4  | GF   | 6      |
| Ivoorkust          | GF   | GF   |      | 3e   | GF   |      | 1/4  | 5      |
| Ethiopië           |      |      | GF   | GF   |      |      | GF   | 3      |
| Equatoriaal-Guinea |      |      |      |      | GF   |      |      | 1      |
| Gabon              |      | GF   | 1/4  | GF   |      |      |      | 3      |
| Ghana              | 2e   | GF   | 2e   |      |      |      | 1/4  | 4      |
| Guinee             |      |      |      | 4e   | GF   | 3e   |      | 3      |
| Kenia              |      |      |      |      |      |      |      | 0      |
| Libië              | GF   |      | 1e   |      | 4e   | GF   | GF   | 5      |
| Mali               |      | GF   | 1/4  | 2e   |      | 2e   | GF   | 5      |
| Mauritanië         |      |      | GF   |      | GF   |      | 1/4  | 3      |
| Marokko            |      |      | 1/4  | GF   | 1e   | 1e   | q    | 5      |
| Madagaskar         |      |      |      |      |      |      | 3e   | 1      |
| Mozambique         |      |      | GF   |      |      |      | 1/4  | 2      |
| Namibië            |      |      |      |      | GF   | GF   |      | 2      |
| Niger              |      | 1/4  |      | GF   |      | GF   | 4e   | 4      |
| Nigeria            |      |      | 3e   | GF   | 2e   |      |      | 3      |
| Rwanda             |      | GF   |      | 1/4  | GF   | 1/4  |      | 4      |
| Senegal            | 4e   | GF   |      |      |      |      | 1e   | 3      |
| Zuid-Afrika        |      | 1/4  | GF   |      |      |      |      | 2      |
| Soedan             |      | 3e   |      |      | 3e   |      | GF   | 3      |
| Tanzania           | GF   |      |      |      |      | GF   |      | 2      |
| Tunesië            |      | 1e   |      | 1/4  |      |      |      | 2      |
| Oeganda            |      | GF   | GF   | GF   | GF   | GF   | GF   | 6      |
| Zambia             | 3e   |      |      | 1/4  | 1/4  | 1/4  |      | 4      |
| Zimbabwe           | GF   | GF   | 4e   | GF   |      | GF   |      | 5      |
| Total              | 8    | 16   | 16   | 16   | 16   | 16   | 17   |        |

|     | Legenda        |
| --- | -------------- |
| 1e  | Kampioen       |
| 2e  | Tweede         |
| 3e  | Derde          |
| 4e  | Vierde         |
| 1/4 | Kwartfinale    |
| GF  | Groepsfase     |
| q   | Gekwalificeerd |
|     | Gastland       |

### Topscorers

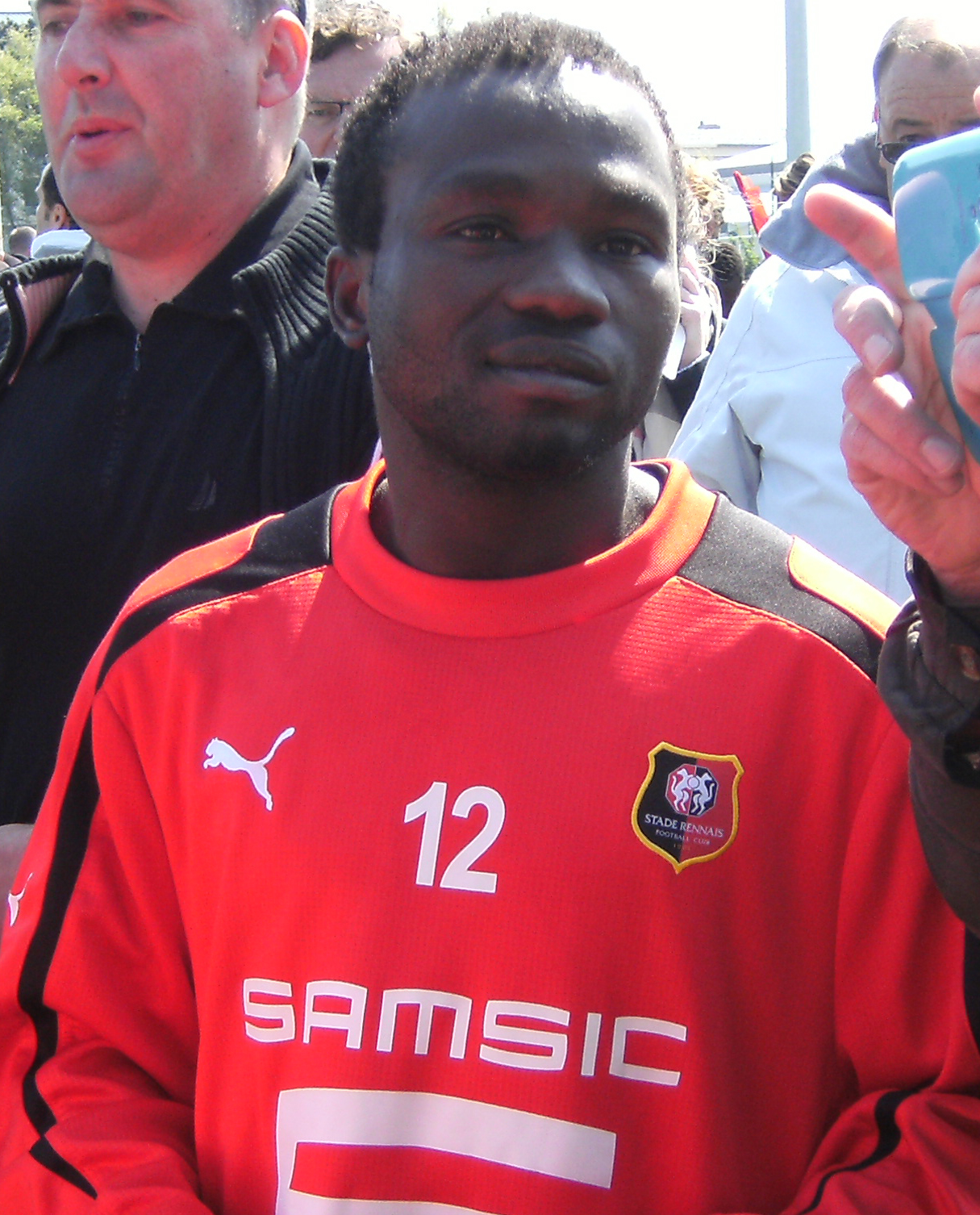
Ejike Uzoenyi
Beste speler 2013

| Jaar | Naam                                                                                    | Team                                  | Doelpunten |
| ---- | --------------------------------------------------------------------------------------- | ------------------------------------- | ---------- |
| 2009 | Given Singuluma                                                                         | Zambia                                | 5          |
| 2011 | El Arbi Hillel Soudani Myron Shongwe Mudathir El Tahir Zouheir Dhaouadi Salema Gasdaoui | Algerije Zuid-Afrika Soedan Tunesië   | 3          |
| 2014 | Bernard Parker                                                                          | Zuid-Afrika                           | 4          |
| 2016 | Elia Meschak Chisom Chikatara Ernest Sugira Ahmed Akaïchi Saad Bguir                    | Congo-Kinshasa Nigeria Rwanda Tunesië | 4          |
| 2018 | Ayoub El Kaabi                                                                          | Marokko                               | 9          |
| 2020 | Soufiane Rahimi                                                                         | Marokko                               | 5          |

### Beste Spelers
| Jaar | Naam             | Team           |
| ---- | ---------------- | -------------- |
| 2009 | Trésor Mputu     | Congo-Kinshasa |
| 2011 | Zouheir Dhaouadi | Tunesië        |
| 2014 | Ejike Uzoenyi    | Nigeria        |
| 2016 | Elia Meschak     | Congo-Kinshasa |
| 2018 | Ayoub El Kaabi   | Marokko        |
| 2020 | Anas Zniti       | Marokko        |

### Fair-play Prijs
| Jaar | Team           |
| ---- | -------------- |
| 2009 | Congo-Kinshasa |
| 2016 | Congo-Kinshasa |
| 2018 | Marokko        |
| 2020 | Mali           |